# Tateyama (Toyama)
Pour les articles homonymes, voir Tateyama (homonymie).
Tateyama (立山町, Tateyama-machi) est un bourg du district de Nakaniikawa, dans la préfecture de Toyama, au Japon.

## Géographie

### Situation
Tateyama est situé dans l'est de la préfecture de Toyama, au pied des monts Tate et Okukane.

### Démographie
Au 1er février 2014, la population de Tateyama s'élevait à 26 756 habitants répartis sur une superficie de 307,29 km2.

### Hydrographie
Tateyama est traversé par le fleuve Jōganji.

## Histoire
Le village de Tateyama a été fondé le 12 mai 1894. Il obtient le statut de bourg le 10 janvier 1954.

## Transports
Tateyama est desservi par les lignes Toyama Chihō Railway, Tateyama et Kamidaki.
La route alpine Tateyama Kurobe part de Tateyama.

## Jumelages
Tateyama est jumelé avec :
- Inuyama (Japon)
- Yugawara (Japon)
- Gangbuk-gu (Corée du Sud)